# Taʻū
Taʻū, auch Tau, ist  die größte der Manuʻainseln in Amerikanisch-Samoa. Die Insel vulkanischen Ursprungs hieß im 19. Jahrhundert auch Opoun. Taʻū ist der Rest der Spitze eines Schildvulkans, dessen halbe Caldera seitlich in das Meer abgerutscht ist. Der Rand der Caldera bildet den höchsten Berg Amerikanisch-Samoas, den Lata, mit einer Höhe von 966 m. 

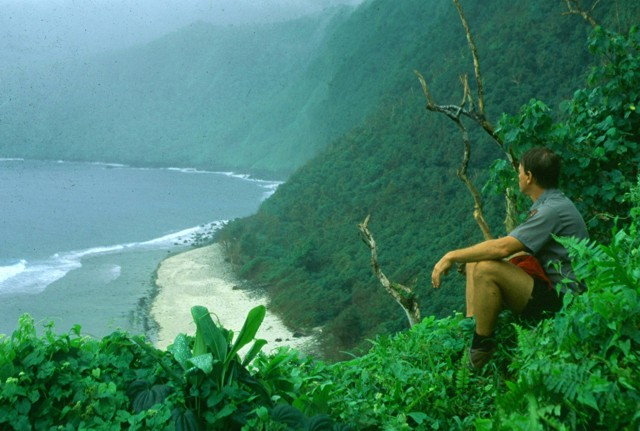
Dicht bewaldete Steilküste von Taʻū

Auf der Insel liegt mit dem Fitiuta Airport zugleich der größte Flugplatz der Manuainseln (IATA-Flughafencode: FTI) mit einer Landebahnlänge von 960 Meter. Eine Straße verbindet alle Dörfer der Insel miteinander, ebenso existiert ein Hafen, von dem alle umliegenden Inseln angefahren werden können. 
Die wichtigsten Orte der Insel sind Fitiʻuta, Faleāsao, Taʻū und Lumā. 
Auf der Insel liegt ein Teil des Nationalparks von Amerikanisch-Samoa mit der alten heiligen Stätte von Saua, welche von den Polynesiern als einer ihrer Geburtsorte angesehen wird.
Seit Ende 2016 wird die Stromversorgung der Insel durch einen Solarpark mit 1,4 MW Leistung und 6 MWh Akkuspeicher von SolarCity und Tesla gewährleistet. Der Speicher kann drei sonnenfreie Tage überbrücken und wird in sieben Stunden voll aufgeladen. Die Anlage ersetzt die bisherige Stromversorgung durch Dieselgeneratoren.

## Verwaltung

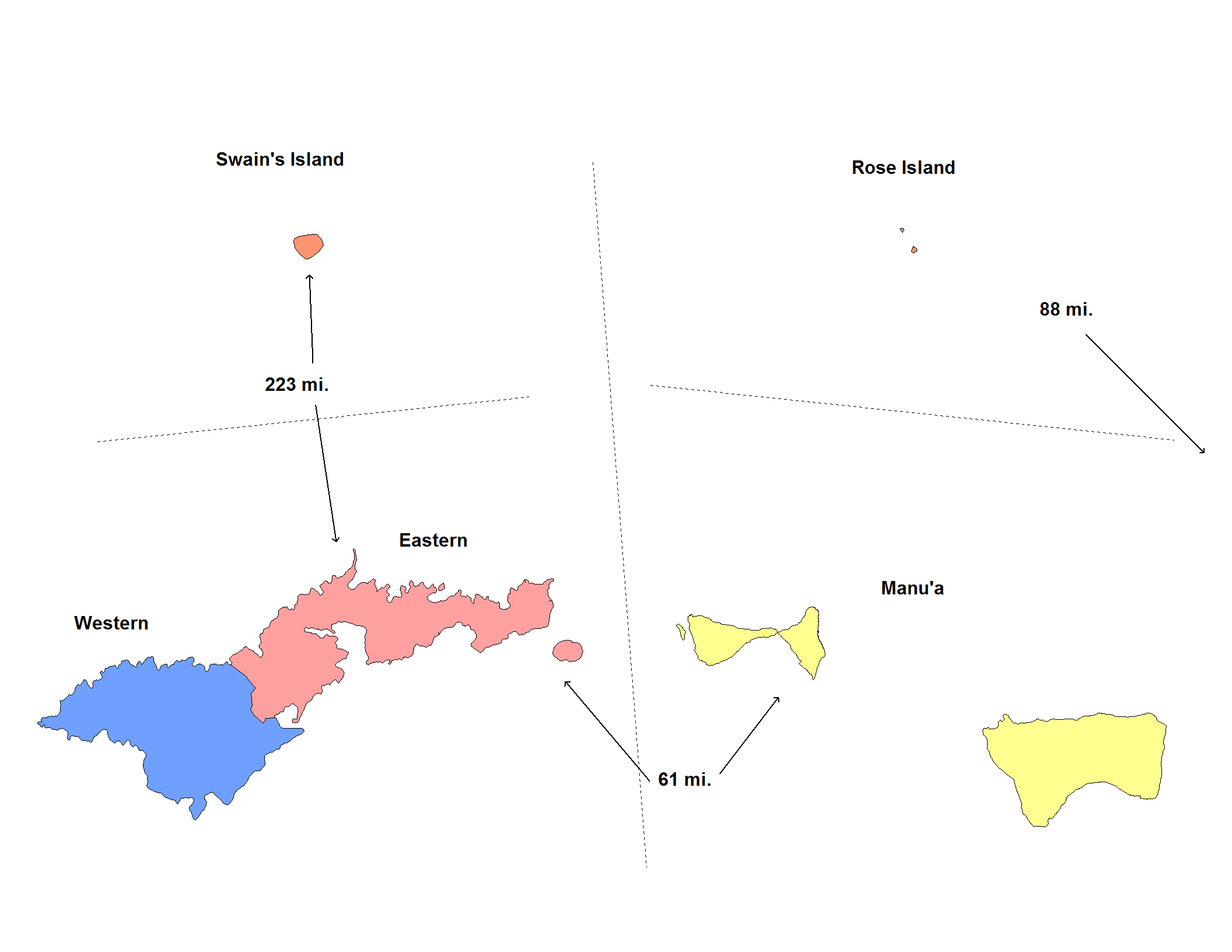
Die Insel bildet den Hauptteil des Distrikts Manua
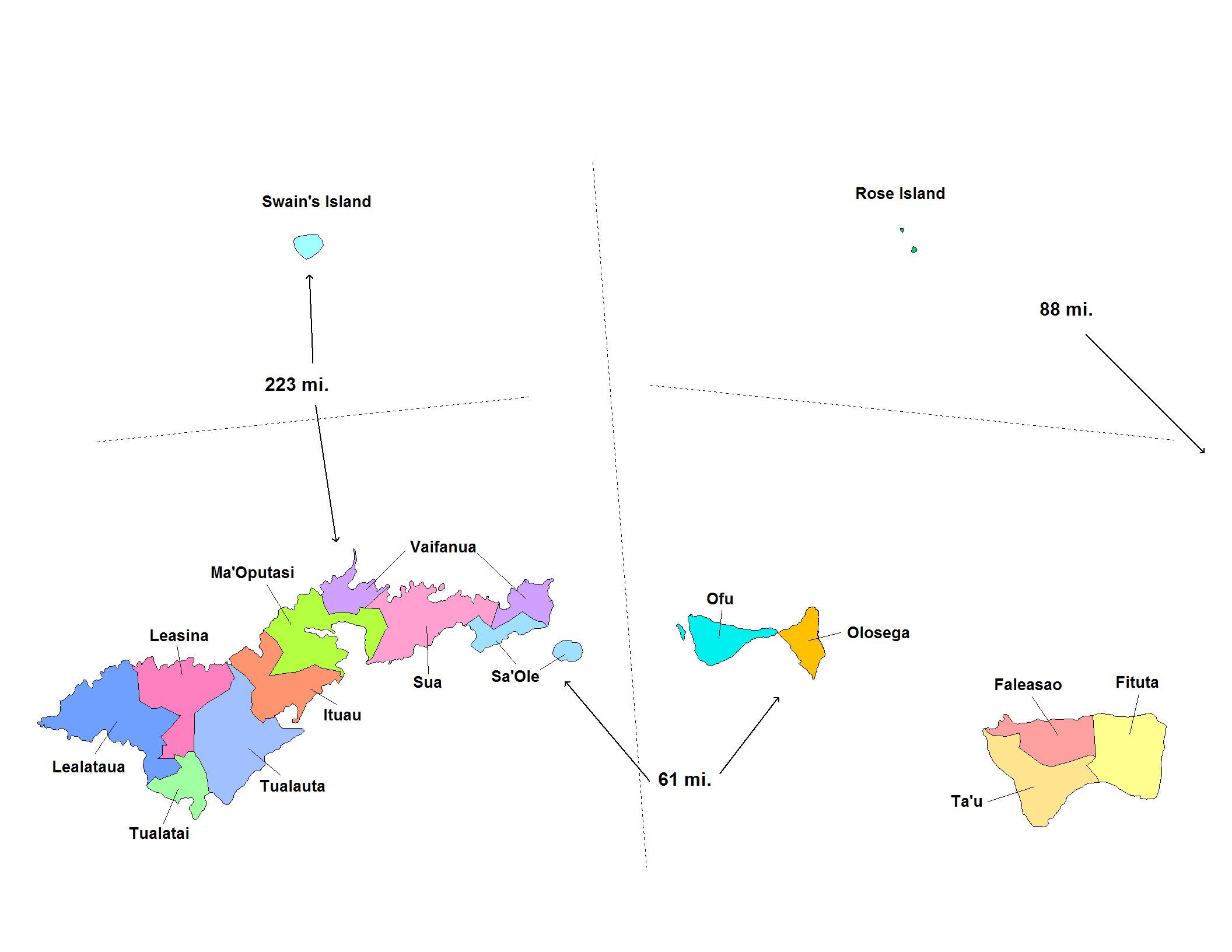
Auf der Insel liegen die drei Counties Faleāsao, Fitiʻuta und Taʻū
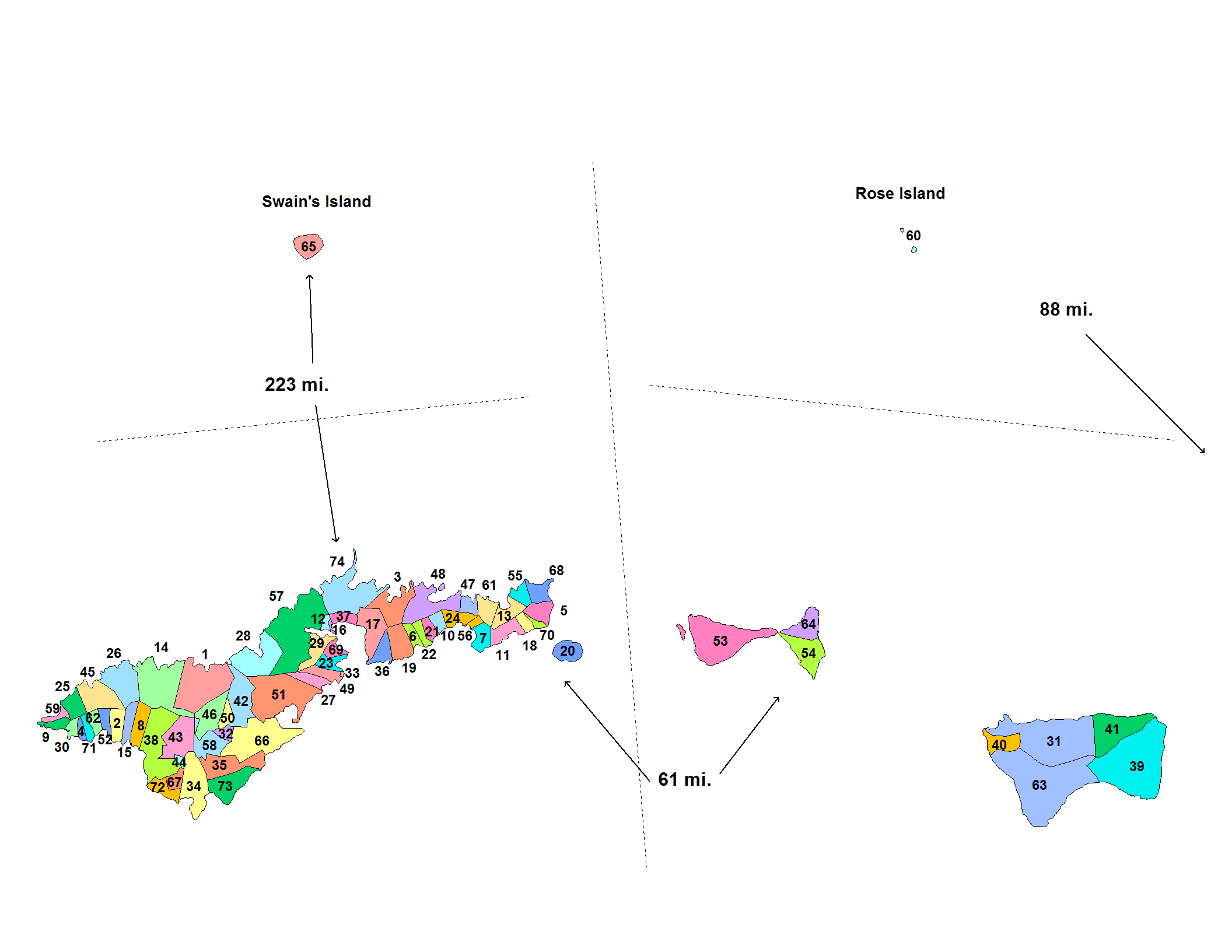
Zwei der Countys werden weiter in villages untergliedert

### Counties und Villages
- Faleāsao
  - (31) Faleāsao
- Fitiʻuta
  - (39) Leusoaliʻi
  - (41) Maia
- Taʻū
  - (40) Lumā
  - (63) Siʻufaga